# Saint-Georges-Motel
Pour les articles homonymes, voir Saint-Georges, Saint Georges (homonymie), Georges et Motel (homonymie).
Saint-Georges-Motel est une commune française située dans le département de l'Eure, en région Normandie.

## Géographie

### Localisation
| Marcilly-sur-Eure | Marcilly-sur-Eure        | Abondant (Eure-et-Loir)  |
| Louye             | Saint-Georges-Motel      | Montreuil (Eure-et-Loir) |
| Muzy              | Montreuil (Eure-et-Loir) | Montreuil (Eure-et-Loir) |

### Hydrographie
La commune est située dans le bassin Seine-Normandie. Elle est drainée par l'Eure, l'Avre, la Coudanne, le Couesnon, le ruisseau Saint-Maurice, un bras de l'Avreun bras de l'Eure et divers autres petits cours d'eau,.
L'Eure, un canal, chenal et cours d'eau naturel non navigable d'une longueur de 229 km, prend sa source dans la commune de Longny les Villages et se jette  dans la Seine à Saint-Pierre-lès-Elbeuf, après avoir traversé 91 communes. Les caractéristiques hydrologiques de l'Eure sont données par la station hydrologique située sur la commune. Le débit moyen mensuel est de 13,7 m3/s. Le débit moyen journalier maximum est de 74,6 m3/s, atteint lors de la crue du 6 janvier 2001. Le débit instantané maximal est quant à lui de 83,7 m3/s, atteint le 27 décembre 1999.
L'Avre, d'une longueur de 80 km, prend sa source dans la commune de Tourouvre au Perche et se jette  dans l'Eure en limite de Montreuil et de la commune, après avoir traversé 29 communes. Les caractéristiques hydrologiques de l'Avre sont données par la station hydrologique située sur la commune de Muzy. Le débit moyen mensuel est de 3,52 m3/s. Le débit moyen journalier maximum est de 30,2 m3/s, atteint lors de la crue du 23 mars 2001. Le débit instantané maximal est quant à lui de 31 m3/s, atteint le même jour.
La Coudanne, d'une longueur de 22 km, prend sa source dans la commune de Moisville et se jette  dans l'Avre sur la commune, après avoir traversé huit communes.
Six plans d'eau complètent le réseau hydrographique : le plan d'eau 1 de la commune de Saint-Georges-Motel (0,9 ha), le plan d'eau 2 de la commune de Saint-Georges-Motel (0,56 ha), le plan d'eau 3 de la commune de Saint-Georges-Motel (0,67 ha), le plan d'eau 4 de la commune de Saint-Georges-Motel (0,5 ha), le plan d'eau 5 de la commune de Saint-Georges-Motel (0,72 ha) et le plan d'eau 6 de la commune de Saint-Georges-Motel (0,81 ha),.

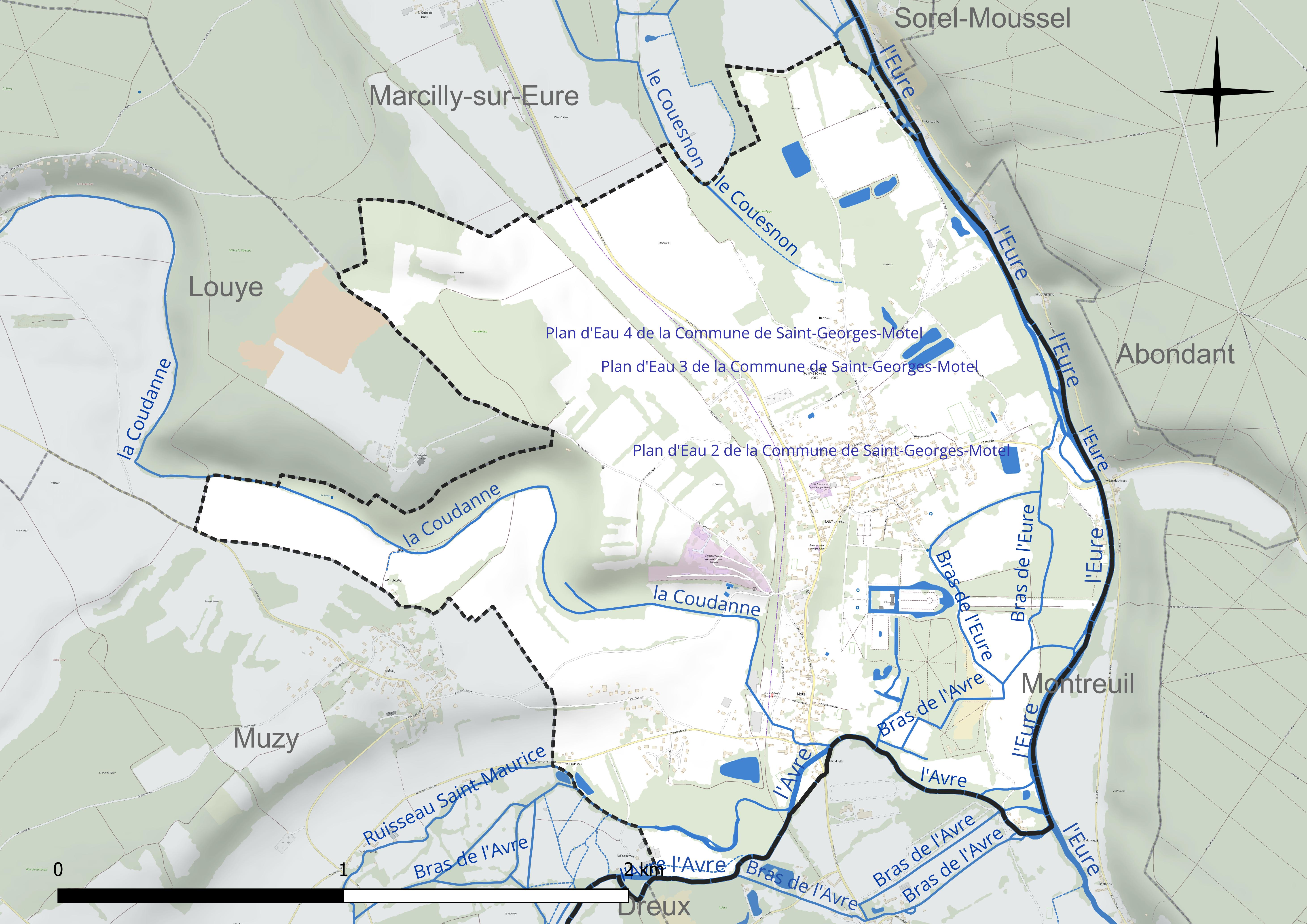
Réseau hydrographique de Saint-Georges-Motel.

## Urbanisme

### Typologie
Au 1er janvier 2024, Saint-Georges-Motel est catégorisée commune rurale à habitat dispersé, selon la nouvelle grille communale de densité à 7 niveaux définie par l'Insee en 2022.
Elle est située hors unité urbaine. Par ailleurs la commune fait partie de l'aire d'attraction de Paris, dont elle est une commune de la couronne,. 

## Toponymie
Le nom de la localité est attesté sous les formes Sancti Georgii en 965, Sanctus Georgius supra Motellam dans le pouillé d'Évreux (un registre administratif mentionnant les biens et bénéfices ecclésiastiques de la région, sous l'Ancien Régime).
Saint-Georges, son nom primitif, est un hagiotoponyme, sa paroisse et son église sont dédiées à Saint Georges.
Motel / Motelle, attesté sous les formes Mole en 1127 (cartulaire de Saint-Père de Chartres); Montelle en 1452 (L. P.) et Motel en 1809 (Peuchet et Chanlaire), est un hameau de la commune, au confluent de l’Avre et de l’Eure. Le nom dérive de motte d'origine prélatine.

## Histoire
- Le 13 mars 1590 Henri IV passa une courte nuit au château avant la décisive bataille d'Ivry.
- Winston Churchill séjourna au moulin dépendant du château de Saint-Georges-Motel alors possédé par Jacques Balsan et son épouse Consuelo Vanderbilt - divorcée en 1921 de son cousin Charles Spencer Churchill, 9e duc de Malborough - et en 1935 y peignit entre autres Le château Saint-Georges[20] et Une Fête de village au château[21]. Y retournant au printemps 1939, il confia à son ami et « mentor artistique » le peintre havrais anglophile Paul Maze, avec qui il peignit les environs du domaine : « C'est la dernière fois que nous peignons en temps de paix ».

## Politique et administration
| Période                                  | Période  | Identité           | Étiquette | Qualité  |
| ---------------------------------------- | -------- | ------------------ | --------- | -------- |
| avant 1981                               | ?        | Christian Poncet   |           |          |
| Les données manquantes sont à compléter. |          |                    |           |          |
| mars 2014                                | 2020     | Évelyne Bonnot     | SE        | Employée |
| 2020                                     | En cours | Jean-Louis Guirlin |           |          |

## Démographie
L'évolution du nombre d'habitants est connue à travers les recensements de la population effectués dans la commune depuis 1793. Pour les communes de moins de 10 000 habitants, une enquête de recensement portant sur toute la population est réalisée tous les cinq ans, les populations de référence des années intermédiaires étant quant à elles estimées par interpolation ou extrapolation. Pour la commune, le premier recensement exhaustif entrant dans le cadre du nouveau dispositif a été réalisé en 2007.

En 2022, la commune comptait 880 habitants, en évolution de −2,55 % par rapport à 2016 (Eure : −0,25 %, France hors Mayotte : +2,11 %).
| 1793 | 1800 | 1806 | 1821 | 1831 | 1836 | 1841 | 1846 | 1851 |
| ---- | ---- | ---- | ---- | ---- | ---- | ---- | ---- | ---- |
| 610  | 605  | 665  | 612  | 622  | 609  | 582  | 562  | 537  |

| 1856 | 1861 | 1866 | 1872 | 1876 | 1881 | 1886 | 1891 | 1896 |
| ---- | ---- | ---- | ---- | ---- | ---- | ---- | ---- | ---- |
| 504  | 523  | 462  | 449  | 458  | 428  | 423  | 418  | 416  |

| 1901 | 1906 | 1911 | 1921 | 1926 | 1931 | 1936 | 1946 | 1954 |
| ---- | ---- | ---- | ---- | ---- | ---- | ---- | ---- | ---- |
| 389  | 354  | 359  | 332  | 364  | 411  | 541  | 405  | 595  |

| 1962 | 1968 | 1975 | 1982 | 1990 | 1999 | 2006 | 2007 | 2012 |
| ---- | ---- | ---- | ---- | ---- | ---- | ---- | ---- | ---- |
| 553  | 567  | 572  | 630  | 800  | 950  | 953  | 953  | 942  |

| 2017 | 2022 | - | - | - | - | - | - | - |
| ---- | ---- | - | - | - | - | - | - | - |
| 889  | 880  | - | - | - | - | - | - | - |

## Culture locale et patrimoine

### Lieux et monuments
- Château,  Inscrit MH (1977)[26] et le parc attenant[27].
- Église Saint-Georges, du XIe siècle[18].

### Personnalités liées à la commune
- Jacques Balsan (1868-1956), aviateur, pionnier de l'aviation, mari de Consuelo Vanderbilt.
- Winston Churchill (1874-1965), premier ministre britannique, beau-frère de Consuelo Vanderbilt épouse de Jacques Balsan, a séjourné au moulin à papier dépendant du château de Saint-Georges.
- Consuelo Vanderbilt (1877-1964), propriétaire du château.
- Joseph Goebbels (1887-1945), ministre de la propagande d'Adolf Hitler, il a séjourné au château de Saint-Georges-Motel pendant la Seconde Guerre mondiale.
- Paul Maze (1887-1969), peintre. Il a disposé d'un atelier « au moulin du château ».
- Anton Kruysen (1898-1977), peintre expressionniste néerlandais.
- Albert Naud (1904-1977), avocat, y a possédé une résidence secondaire.
- Sera Martin (1906-1993), sportif, y a possédé une résidence secondaire.
- Michel Sardou (né en 1947), chanteur, y a possédé une résidence secondaire dans les années 1970-1980[28].

### Héraldique
| Blason de Saint-Georges-Motel | Blason  | Divisé en chevron : au 1er d'azur à deux fleurs de lis d'or, au 2e de gueules à la tour d'argent accolée d’un dragon rampant du même transpercé d'une épée abaissée en barre d’argent garnie d'or, soutenus de deux léopards affrontés d'or ; à l'étai du même brochant sur la partition. |
| Blason de Saint-Georges-Motel | Détails | Les deux léopards d'or sur champ de gueules rappellent les armes de la Normandie. |